# Алексис Палисон
Алексис Палисон (енгл. Alexis Palisson; 9. септембар 1987) професионални је француски рагбиста, који тренутно игра за Тулуз. Висок 176 цм, тежак 83 кг, пре Тулуза играо је за Брив 2005-2011 (89 утакмица, 264 поена) и Тулон (58 утакмица, 75 поена). Са Тулоном је освојио дуплу круну (Топ 14 и куп шампиона) 2014. За репрезентацију Француске дебитовао је против "валабиса" 28. јуна 2008. Играо је у финалу светског првенства 2011. Дао је 2 есеја за Француску у 21 утакмици. Освојио је грен слем са Француском у купу шест нација 2010.